# Чехия на Играх доброй воли
Чехия принимала участие в летних Играх доброй воли, начиная с Игр 1998 года. Также принимала участие в зимних Играх 2000 года.
До 1994 года спортсмены Чехии принимали участие в Играх в составе команды Чехословакии.
На всех Играх спортивные делегации Чехии завоевали всего 5 медалей, из них 3 золотых.

## Медальный зачёт

### Медали на летних Играх
| Игры          | Золото                                     | Серебро                                    | Бронза                                     | Всего                                      | Место                                      |
| 1986, 1990    | участвовали в составе команды Чехословакии | участвовали в составе команды Чехословакии | участвовали в составе команды Чехословакии | участвовали в составе команды Чехословакии | участвовали в составе команды Чехословакии |
| 1994          | не участвовали                             | не участвовали                             | не участвовали                             | не участвовали                             | не участвовали                             |
| Нью-Йорк 1998 | 1                                          | 0                                          | 1                                          | 2                                          | 17                                         |
| Брисбен 2001  | 2                                          | 1                                          | 0                                          | 3                                          | 17                                         |
| Всего         | 3                                          | 1                                          | 1                                          | 5                                          |                                            |

### Медали на зимних Играх
| Игры             | Золото | Серебро | Бронза | Всего | Место |
| Лейк-Плэсид 2000 | 0      | 0       | 0      | 0     | —     |